# Raz, Dwa, Trzy
Raz, Dwa, Trzy (deutsch: Eins, zwei, drei) ist eine polnische Band, die Elemente von Rock, Folk und Jazz mit der klassischen polnischen Chanson-Tradition verbindet.

## Geschichte
Gegründet wurde Raz, dwa, trzy im Februar 1990 von Studenten der Pädagogischen Hochschule in Zielona Góra. Bereits drei Monate später gewannen sie das 26. Festival für Studentenmusik in Krakau. 
Seitdem veröffentlichten sie acht CDs. Im Jahre 2002 erhielten sie einen Fryderyk für das beste Album in der Kategorie Alternative Musik. 2005 traten sie auf dem auch in Deutschland immer populäreren Rockfestival Haltestelle Woodstock bei Küstrin auf. Besonders diese Liveauftritte haben die Band zu einer der populärsten polnischen Gruppen überhaupt gemacht, die sich nicht am Mainstream des Pop orientiert.

## Diskografie

### Alben
- 1991: Jestem Polakiem
- 1992: To ja
- 1994: Cztery (PL: Gold)
- 1995: Sufit
- 1998: Niecud
- 2000: Muzyka z talerzyka
- 2002: Czy te oczy mogą kłamać (Lieder von Agnieszka Osiecka)
- 2003: Trudno nie wierzyć w nic
- 2007: Młynarski (Lieder von Wojciech Młynarski)
- 2010: SkąDokąd
- 2010: Dwadzieścia (PL: Platin+Gold (Videoalbum))